# لايلي بيربوم
لايلي بيربوم (بالإنجليزية: Lyle Beerbohm) هو فنان قتال مختلط أمريكي، ولد في 5 فبراير 1979 في سبوكين في الولايات المتحدة.

## وصلات خارجية
- لايلي بيربوم على موقع شيردوغ (الإنجليزية)
- لايلي بيربوم على موقع IMDb (الإنجليزية)